# الکساندر اشتوب
الکساندر اشتوب (: Alexander Stubb؛ زادهٔ ۱ آوریل ۱۹۶۸) یک سیاستمدار اهل فنلاند است که از مارس ۲۰۲۴، به‌عنوان سیزدهمین رئیس‌جمهور فنلاند خدمت می‌کند. او از سال ۲۰۱۴ تا ۲۰۱۵ نخست‌وزیر فنلاند بود.
او در دور دوم انتخابات ریاست‌جمهوری فنلاند (۲۰۲۴) در ۱۱ فوریه با کسب ۵۱/۶٪ در مقابل پکا هااویستو به پیروزی رسید.